# Guayas
|  | Per a altres significats, vegeu «província del Guayas». |

El Guayas és un riu situat a la banda occidental de l'Equador, que dona nom a la província del Guayas. És el riu més important d'Amèrica del Sud que desemboca al Pacífic. La seva longitud total, incloent el riu Daule, és de 389 km. A vegades es considera que el Guayas neix estrictament en el punt on es troben els rius Daule i Babahoyo, només a 60 km de la desembocadura.
El Guayas (sempre considerant-lo amb el Daule) neix de les neus del Chimborazo i desemboca al Golf de Guayaquil formant un complex delta, amb multitud de petites illes i una zona pantanosa anomenada Estero Salado. La seva conca és la més gran dels rius sud-americans que desemboquen al Pacífic.